# بانوی ما از لیویش
بانوی ما از لیویش (صربی: Богородица Љевишка; آلبانیایی: Kisha e Shën Premtës) یک کلیسای ارتدکس صربی مربوط به سدهٔ چهاردهم میلادی واقع‌شده در پریزرن در جنوب کوزوو است. از سال ۲۰۰۶، این کلیسا بخشی از یک میراث جهانی یونسکو به نام «بناهای قرون وسطایی در کوزوو» است.
در ابتدای سدهٔ چهاردهم میلادی، این کلیسا به جای یک کلیسای بیزانسی هنگام فرمانروایی استفان میلوتین، پادشاه صربستان ساخته شد. پس از اینکه امپراتوری عثمانی این منطقه را ضمیمهٔ خاک خود کرد، یک مناره ساخته شد و کلیسا به یک مسجد تبدیل شد. در سال ۱۹۱۲، زمانی که ارتش صربستان کوزوو را ضمیمه کرد، وضعیت کلیسا احیا شد. پس از جنگ جهانی دوم، تحت فرمانروایی جمهوری سوسیالیستی یوگسلاوی، این کلیسا احیای گسترده دید و به یک موزه تبدیل شد. این کلیسا در طول ناآرامی ۲۰۰۴ در کوزوو بسیار آسیب دید و از آن زمان تاکنون چندین مرحله مرمت را پشت سر گذاشته‌است.